# AS Vitré
AS Vitré is een Franse voetbalclub uit Vitré (Ille-et-Vilaine) (Bretagne).

## Geschiedenis
De club werd in 1907 opgericht door chirurg-tandarts M. Venturino. Onder zijn bewind werd op 22 april 1922 het Stade Municipal ingehuldigd met een galawedstrijd tussen Red Star FC en Stade Rennais. Onder de volgende voorzitter, René Boursin, bereikte AS Vitré in 1952 voor het eerst de Division d’Honneur Régionale. Daar bleef de club twee jaar spelen. Pas in 1979 bereikte de club weer de Division Supérieure Régionale, waar het tot 1985 bleef spelen.
In 1988 boekte de club een eerste (bescheiden) succes: het won de Coupe de l'Ouest. Een jaar later verloor AS Vitré de finale van hetzelfde toernooi. Het bleek het begin van een succesrijke periode: in 1991 werd de club kampioen in de Division d'Honneur de Bretagne, waardoor het in het seizoen 1991/92 mocht aantreden in de Division 4. Daar eindigde de club meteen knap tweede in haar poule, waarop het meteen naar de Divison 3 (het derde niveau in het Franse voetbal) promoveerde. AS Vitré werd daarin tiende op zestien clubs, maar door de hervormingen van het Franse voetbal in 1993 werd de club in de vernieuwde National 2 (het vierde niveau) opgenomen.
Het seizoen 1996/97 was heel dubbel voor AS Vitré: enerzijds haalde de club in de Coupe de France de 1/32e finale tegen Olympique Lyon, anderzijds degradeerde het na vier seizoenen uit de National 2. Sindsdien schommelt de club tussen het vierde en het vijfde niveau van Frankrijk: na vijf seizoenen in de CFA2 keerde de club in 2002 terug naar de CFA, waar de club maar één seizoen overleefde. Na een tussenperiode van twee jaar (2003-2005) in de CFA2 mocht de club opnieuw vier seizoenen aantreden in de CFA, maar in 2009 degradeerde de club opnieuw. Ditmaal moest de club vier seizoenen (2009-2013) wachten om weer op het vierde niveau te mogen aantreden. Daar bleef de club ditmaal zeven seizoenen spelen: eerst vier seizoenen in de CFA, en vervolgens ook drie seizoenen in de Championnat National 2.
Toen de competitie in maart 2020 werd stilgelegd vanwege de coronapandemie, stond Vitré op een degradatieplaats, waardoor de club na zeven seizoenen weer naar het vijfde niveau zakte. In het seizoen 2020/21 begon Vitré met 13 op 18 aan de competitie in de Championnat National 3, maar na zes speeldagen werden de amateurcompetities opnieuw stopgezet. Vitré promoveerde keerde na afloop van het seizoen toch terug naar de Championnat National 2, want door de administratieve degradatie van de Gazélec FC Ajaccio en de fusie van Bourges 18 met Bourges Foot werd de club als een van de beste nummers veertien heropgevist. De club hield het weliswaar slechts één seizoen uit in de Championnat National 2: de club eindigde in het seizoen 2021/22 laatste in zijn reeks.
AS Vitré haalde in haar geschiedenis tweemaal de 1/8e finale van de Coupe de France: in 2005/06 sneuvelde het tegen Lille OSC, in 2008/09 tegen CS Sedan. In het seizoen 2018/19 deed de club beter door de kwartfinale te halen. Ditmaal was het FC Nantes dat een einde maakte aan de bekerdroom van Vitré.

## Erelijst
Coupe de l'Ouest in 1988
Coupe de Bretagne in 2013

## Bekende (ex-)spelers
- Moïse Adiléhou
- Alexis Allart
- Djiby Fall